# Galiciens flag
|  | Denne artikel omhandler flaget for regionen Galicien i Centraleuropa. For den spanske regions flag, se Galicien (Spanien) |
Galiciens flag – indtil 1849 dannede Galicien og Lodomerien et østrigsk kronland sammen med Bukovina og anvendte et flag bestående af to vandrette striber af samme bredde: Blå over rød. Efter Bukovina blev adskilt fra Galicien som et separat kronland i 1849, fik provinsen lov til at beholde det gamle blå-røde flag, mens Galicien-Lodomerien fik et nyt flag bestående af tre vandrette striber: Blå, rød og gul. Dette flag var i brug indtil 1890, hvor Galicien fik et nyt flag bestående af kun to vandrette striber: Rød over hvid. Dette flag var i brug indtil Kongeriget Galiciens opløsning i efteråret 1918.
Millers oplysninger om Galiciens farver (amarant og hvidt) synes ikke at være helt korrekte, da den officielle østrig-ungarske publikation Wappenrolle fra 1898, fremstiller en tegning af Galiciens flag i tydelig rød og hvid). I den østrigske publikation findes der, blandt de flag som ikke havde en officiel karakter, et amarant-hvide flag, som beskreves som Polakkernes nationalfarver ("Nationalfarben der Polen"), men på ingen måde som Galiciens. Derfor synes farverne fremstillet i den officielle østrig-ungarske Wappenrolle som Galiciens korrekte farver (rød og hvid) i perioden 1890-1918 og ikke amarant og hvid som hos Miller. 